# 国公
国公是中国古代封爵名，位次郡王，为封爵的第三等，公爵的第一等。

## 中国

### 北周以前
北周以前，有封国的公爵（包括开国郡公、开国县公、禅代前权臣所封的公爵等）都可称“国公”，但此时“国公”并不是一种爵位。例如：
- 东汉魏公曹操[1]
- 东晋康乐县公谢灵运[2]

### 北周到明朝
北周始置国公一爵，居于郡公、县公之上。按唐制：郡王与国公并为从一品。自隋唐至元明，基本不变。有许多名臣都被授予国公的爵位，如：
- 隋朝：
  - 齐国公高颎
  - 越国公杨素
  - 许国公宇文述
  - 唐国公李渊
  - 譙國公馮寶
  - 宿國公麥鐵杖
- 唐朝：
  - 鄂国公尉迟敬德
  - 英国公李勣
  - 胡國公秦瓊
  - 卫国公李靖
  - 梁国公房玄龄
  - 蔡国公杜如晦
  - 申国公高士廉
  - 卢国公程知节
  - 赵国公长孙无忌
  - 郑国公魏徵
  - 梁国公狄仁杰
  - 燕国公張說
  - 齊國公崔日用
  - 越國公馮盎
  - 齊國公高力士
  - 晋国公裴度
  - 应国公武士彟
- 宋朝：
  - 莱国公寇准
  - 魏国公韩琦
  - 荆国公王安石
  - 温国公司马光
  - 鲁国公蔡京
- 明朝：
  - 魏国公徐达
  - 鄂国公常遇春
  - 曹国公李文忠
  - 卫国公邓愈
  - 宋国公冯胜
  - 韩国公李善长
  - 英国公张辅
  - 荣国公姚广孝

### 清朝
清朝公爵分一至三等，超品，只加美号，不加国号、邑号，如忠勇一等公。

## 越南
阮朝有國公，為皇室爵位，位視正一品，於親公之下；郡公之上。